# Bibliothèque municipale de Cahors
La bibliothèque municipale de Cahors est un monument historique, située place François-Mitterrand sur le boulevard Léon-Gambetta.

## Histoire

### Le début à la Révolution
La bibliothèque a débuté en 1790 dans deux grandes pièces de l'école centrale de Cahors, ancien collège des Jésuites, qui en assurait la gestion. Elle commença avec une collection issue des bibliothèques monastiques de la ville réquisitionnées à la Révolution. Le 8 pluviôse an XI (28 janvier 1803) est pris par arrêté de confier la gestion à la municipalité de Cahors.
Le premier catalogue a été établi en 1803, mais il fut prêt en 1877 grâce à François Cangardel, et sert encore aujourd'hui.

### Déplacement dans un bâtiment dédié
Construite en 1895 par l’architecte départemental Jean Gabriel Achille Rodolosse (1849-1914), son style d'architecture est néo-classique. À l’intérieur, elle est composée d'une grande salle de consultation rectangulaire sur deux niveaux en boiseries murales. Elle bénéficie de deux protections au titre des monuments historiques en 1999 : une inscription pour la façade, toiture et escalier et un classement pour la salle de lecture. La bibliothèque recense 40 000 documents.